# Friedrich Deike
Friedrich Deike (* 8. Februar 1931 in Söhlde; † 21. November 2010) war ein deutscher Politiker (SPD).

## Leben
Deike besuchte zunächst die Volksschule und wechselte später an die Realschule in Hildesheim. Nach seinem Schulabschluss absolvierte er eine Dachdeckerlehre, an die sich seine Meisterprüfung anschloss. Seit dem Jahr 1961 war Deike als Dachdecker selbständig tätig.
Politisch trat er im Jahr 1965 in die SPD ein und wurde bereits 1968 bis 1986 Ratsherr und zwischen 1969 und 1986 Bürgermeister der Gemeinde Söhlde. Im Jahr 1968 wurde er Kreistagsabgeordneter und war von 1974 bis 1994 Landrat des Landkreises Hildesheim.
Deike wurde in der 11. Wahlperiode am 21. Juni 1986 Mitglied des Niedersächsischen Landtages, dem er bis zum Ende der 12. Wahlperiode 20. Juni 1994 angehörte.

## Auszeichnungen
- Großes Verdienstkreuz des Niedersächsischen Verdienstordens, 1996
- Straßenbenennung in der Gemeinde Söhlde (Friedrich-Deike-Ring, 2004)

Quelle: